# Барська швейна фабрика
Барська швейна фабрика — підприємство швейної промисловості у місті Бар Вінницької області.

## Історія
У 1923 році Бар став центром Барського району, що прискорило розвиток населеного пункту.
У ході індустріалізації 1930-х років на базі артілі «Кооптекстиль» створена швейна фабрика. Також, у місті побудована електростанція (в 1936 році введена в експлуатацію, після чого промислові підприємства були електрифіковані), надалі при фабриці створений медпункт.
В ході Другої світової війни 16 липня 1941 року Бар був окупований наступаючими німецькими військами, 25 березня 1944 року - у місто повернулись радянські війська. В ході бойових дій і німецької окупації підприємство постраждало, тому спочатку швейне виробництво було відновлено у вигляді артілі індивідуального шиття. Після того, як була відновлена міська електростанція і кілька інших підприємств міста виникли передумови до відновлення швейної фабрики.
Після закінчення війни фабрика була перетворена у велике підприємство.
В цілому, в радянський час швейна фабрика входила в число провідних підприємств міста.
Після проголошення незалежності України державне підприємство перетворено в орендне підприємство. У травні 1995 року Кабінет Міністрів України затвердив рішення про приватизацію фабрики. Надалі, фабрика була реорганізована у відкрите акціонерне товариство.
Економічна криза 2008 року ускладнила становище підприємства, і фабрика була реорганізована в товариство з обмеженою відповідальністю.

## Діяльність
Підприємство спеціалізується на виробництві готового чоловічого та жіночого одягу, основною продукцією є спідниці і штани.